# Mary Alden
Mary Maguire Alden (New York, 18 juni 1883 - Los Angeles, 2 juli 1946) was een Amerikaans actrice.

## Carrière
Alden was een actrice op Broadway. Ze begon vanaf 1913 ook in films te spelen. Ze werkte voor verschillende studio's, waaronder voor Biograph Studios. Zo had ze rollen in D.W. Griffiths The Birth of a Nation (1915) en Intolerance: Love's Struggle Throughout the Ages (1916). Alden had voornamelijk bijrollen in films en had een langdurige carrière. Haar laatste film werd in 1937 uitgebracht.

## Filmografie (selectie)
- 1915: The Birth of a Nation
- 1916: Intolerance: Love's Struggle Throughout the Ages
- 1916: Less Than the Dust
- 1919: The Mother and the Law
- 1925: The Plastic Age
- 1926: Brown of Harvard
- 1932: Hell's House
- 1932: Rasputin and the Empress
- 1932: Strange Interlude

- Gemeinsame Normdatei: 1221831577
- International Standard Name Identifier: 0000 0000 4537 2562
- Library of Congress Control Number: no2002067977
- SNAC: w6v83h4g
- Virtual International Authority File: 9515551
- WorldCat: E39PBJh4vrFJPpWwwfpbd7fKBP